# 대구환경운동연합
대구환경운동연합(大邱環境運動聯合, Korea Federation For Environmental Movements in Daegu)은 대구 지역의 환경단체이다. 약칭은 '대구환경연합'과 'KFEM Daegu'이다.

## 같이 보기
- 환경운동연합